# Gare de Mende
La gare de Mende est une gare ferroviaire française de la ligne du Monastier à La Bastide-Saint-Laurent-les-Bains, située à proximité du centre-ville de Mende, préfecture du département de la Lozère, en région Occitanie.
C'est une gare de la Société nationale des chemins de fer français (SNCF), desservie par des trains express régionaux du réseau TER Occitanie.

## Situation ferroviaire
Établie à 722 mètres d'altitude, la gare de Mende est située au point kilométrique (PK) 644,723 de la ligne du Monastier à La Bastide-Saint-Laurent-les-Bains, entre les gares ouvertes de Barjac et de Bagnols - Chadenet.

## Histoire

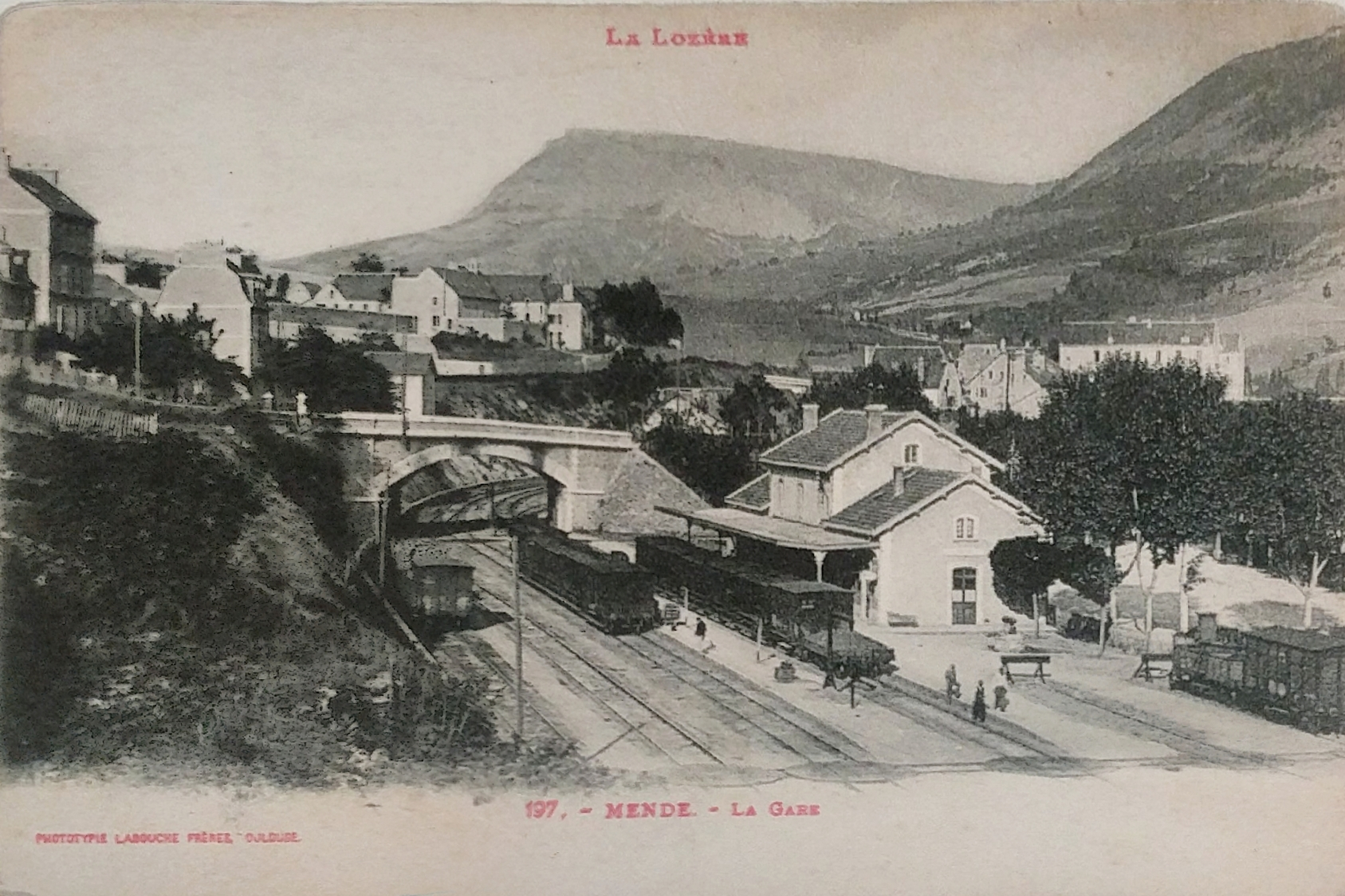
La gare, au début du XXe siècle.

La gare de Mende est mise en service le 3 mai 1884, lors de l'ouverture de la section du Monastier à Mende. La deuxième section de Mende à La Bastide - Saint-Laurent-les-Bains est mise en service le 15 novembre 1902. Le bâtiment voyageurs est important du fait qu'il s'agit d'une ville préfecture, il comprend un corps central, à trois portes et un étage sous une toiture à deux pans, encadré par deux ailes en rez-de-chaussée à deux portes sous une toiture à deux pans.

### Fréquentation
Selon les estimations de la SNCF, la fréquentation annuelle de la gare figure dans le tableau ci-dessous.
| Année               | 2015   | 2016   | 2017   | 2018   | 2019   | 2020   | 2021   | 2022   | 2023   |
| ------------------- | ------ | ------ | ------ | ------ | ------ | ------ | ------ | ------ | ------ |
| Nombre de voyageurs | 27 755 | 28 816 | 26 957 | 26 699 | 26 910 | 23 418 | 28 964 | 38 094 | 53 756 |

## Service des voyageurs

### Accueil
Gare SNCF, elle dispose d'un bâtiment voyageurs, avec guichet, ouvert tous les jours. Elle est équipée de deux automates pour le compostage des titres de transport. C'est une gare « Accès Plus » avec des aménagements et des services pour les personnes à la mobilité réduite.

### Desserte

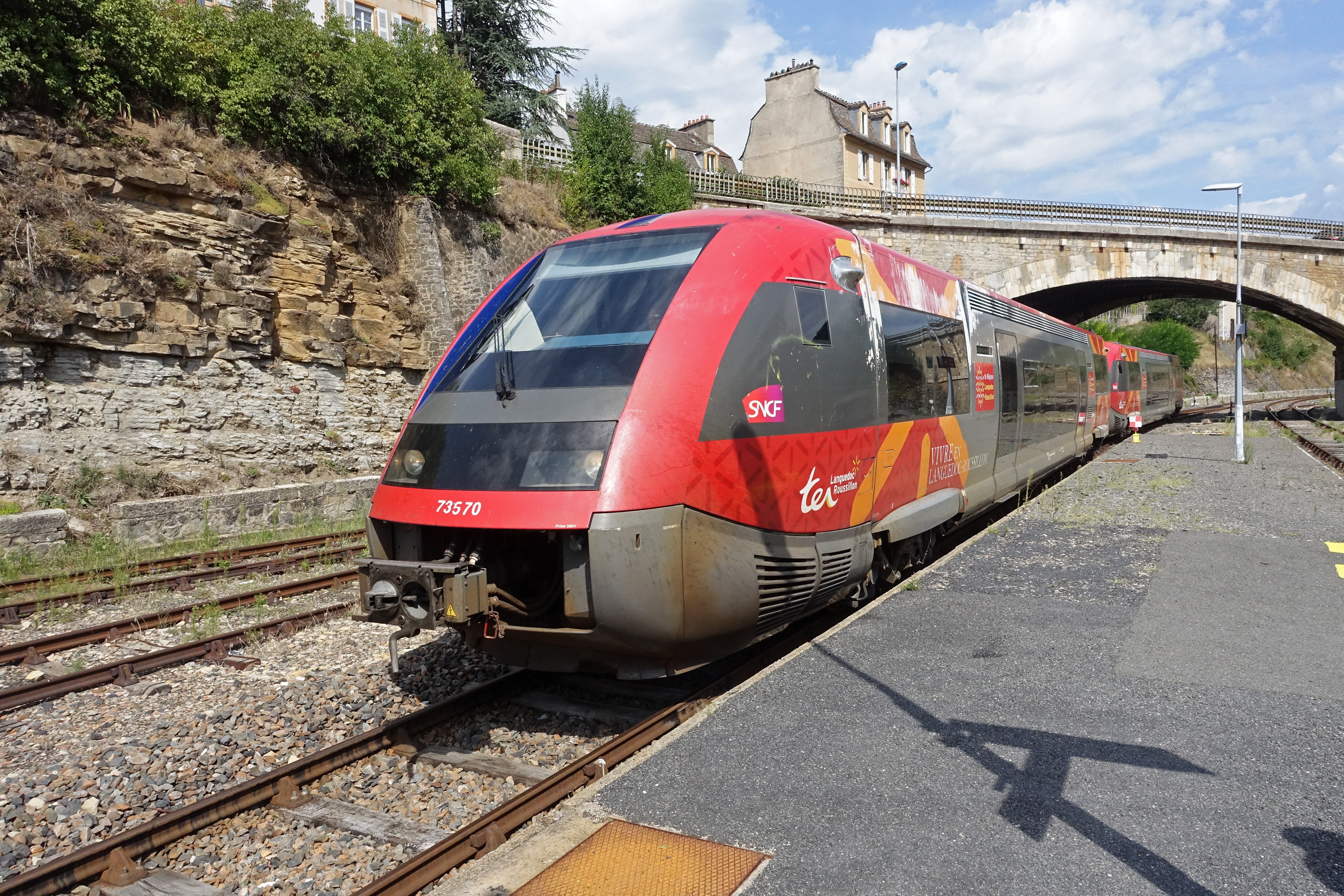
Autorails X 73500, stationnés en gare.

Mende est desservie par des trains TER Occitanie qui effectuent des missions entre les gares : de Marvejols et Mende ; de Mende et Alès ou La Bastide - Saint-Laurent-les-Bains ; de Saint-Chély-d'Apcher et Mende ; et de Béziers et Mende.

### Intermodalité
Un parking est aménagé à ses abords. Elle est desservie par des bus urbains et des autocars TER Occitanie et TER Auvergne-Rhône-Alpes, en complément ou remplacement de dessertes ferroviaires, ainsi que par des cars du réseau liO.